# Kika (Benin)
Kika ist ein Arrondissement im Departement Borgou in Benin. Es ist eine Verwaltungseinheit, die der Gerichtsbarkeit der Kommune Tchaourou untersteht. Gemäß der Volkszählung von 2013 hatte Kika 54.349 Einwohner, davon waren 27.390 männlich und 26.959 weiblich.